# 村田了阿
村田 了阿（むらた りょうあ、安永元年（1772年） - 天保14年12月14日（1844年2月2日））は、江戸時代後期の俳人。名は直温、字は高風、通称は小左衛門、如春・一枝堂・春枝堂・臺麓と号す。剃髪して了阿と改める。

## 略伝
煙草商の次男として江戸に生まれ、下谷坂本・浅草金藏寺に住んだ。国学を清原雄風に、書を沢田東江に学ぶ。和歌・俳諧・狂歌・狂詩画を能くし、博学多識で北静盧・狩谷棭斎・市野迷庵とも並び称された。行年72で没した。戒名は顕徳院一鶴了阿居士。下谷区金杉町西蔵院に墓がある。
その手記の中に書賈（本屋）への不信を漏らしており、「ともすれば人を欺く故、ものを任せられない」といい、例として「大部の書には目録や付録など必ず別巻があるものだが、書賈は本文だけを分けて置いて、その別巻を売りに出す」と商売根性を憎んでいる。

## 著作
- 異域事項　6巻
- 一枝堂全書　84巻
- 一枝堂抄録　262巻
- 一字編
- 考證千典　10巻
- 事物類字　7巻
- 説叢
- 鄭声語原　2巻
- 俚言集覧　50巻
- 方窠抄
- 老松考
- 五色石
- 三千方
- 袋草紙